# Aczél György (orvos)
Aczél György (Debrecen, 1923. február 18. – Budapest, 1984. január 8.) magyar szemész, katonaorvos, egészségügyi miniszterhelyettes.

## Élete
Aczél (Adler) Jenő (1889–1968) ügyvéd, az Országos Ügyvédi Tanács titkára és Weisz Ilona (1895–1975) házasságából született, két lánytestvér után a szülők egyetlen fiaként. Középiskolai tanulmányait a kegyes tanítórend debreceni Szent József Gimnáziumában folytatta, Rassovszky Kálmán osztályában (egyik gimnáziumi osztálytársa Kettesy Tibor, Kettesy Aladár neves szemészprofesszor fia volt), ott is érettségizett 1941-ben.
Középiskolai tanulmányait követően a szülővárosa orvosi egyetemének hallgatója lett, ám közben a Gestapo 1944-ben internálta, majd Németországba deportálták; csak 1945 júniusában tért vissza. Egyetemi tanulmányait 1946-ban fejezte be; általános orvosi diplomája mellé 1949-ben szemészeti, 1970-ben pedig repülőorvosi szakképesítést is szerzett, illetve a kettő között, 1964-ben megszerezte az orvostudományok kandidátusa tudományos fokozatot is.
Diplomázása után néhány éven át – 1949-ig – a debreceni egyetem szemészeti klinikáján dolgozott mint aspiráns, Kettesy Aladár gyakornoka. Ezt követően katonaorvosi megbízást kapott, előbb mint tudományos intézeti szakfőorvos, 1955 januárjától pedig mint a Katonai Repülő Kórház szemészeti osztályának főorvosa. 1957 áprilisában mint tartalékos alezredes szerelt le, a következő időszakban a Gyáli úti Kórház szemészeti osztályának vezetője lett, illetve 1959-től 1965-ig a kórház igazgatóhelyettese is volt.
1965. július 1-jével az Egészségügyi Minisztériumba helyezték át, ahol előbb a gyógyító-megelőző ellátás főosztály vezetőjeként dolgozott, majd 1973 januárjától csoportfőnöki megbízatást kapott. 1974. március 15-én kinevezték egészségügyi miniszterhelyettesnek, beosztásából 1978 szeptemberében mentették fel, ami után a Semmelweis Orvostudományi Egyetem Egészségügyi Szervezési Intézet tanszékvezető tanára lett. 1984. január 8-án, más adat szerint január 9-én hunyt el Budapesten.

## Társadalmi szerepvállalásai
Még egyetemistaként lépett be 1945-ben a Magyar Kommunista Pártba, később a pártrendszer átalakulásait követve az MDP, majd az MSZMP tagja lett. Szintén korán, 1946-ban lett tagja az Orvos–Egészségügyi Dolgozók Szakszervezetének; 1960-tól 1965-ig a szakszervezet belső politikai munkatársa is volt. 1953-ban elvégezte a Marxizmus-Leninizmus Esti Egyetemet, majd a következő években egy három éves szakosított filozófiai tanfolyamot és a Politikai Főiskola három hónapos vezetői tanfolyamát is.
1951–1959 között a Magyar Szemorvos Társaság választmányi tagja, ugyancsak 1951-től az Élettani–Optikai Bizottság titkára, 1972–1984 között vezetőségi tagja, illetve 1982-től a vezetőség örökös tiszteletbeli tagja volt. Elnöke volt a Magyar Kórházszövetségnek és alelnöke a Nemzetközi Kórházszövetség Tanácsának. A Szemészet című folyóirat szerkesztőbizottságának is tagja volt 1957 és 1971 között. 

## Tudományos munkássága
Kutatói pályafutásának kezdetén főleg a repülés fiziológiai kérdéseivel, élettani optikával foglalkozott, érdeklődése később a szemészeti műtéttan speciális kérdései – mint például a színlátástan, illetve a mélységlátás –, később pedig egészségügyi szervezési kérdések felé fordult. Jelentős a szemhéjplasztikai tevékenysége, valamint új látóélesség- és mélységlátás-vizsgáló műszert is szerkesztett. 1965 után jelentős szerepet játszott az új egészségügyi törvény előkészítésében.

## Magánélete
Kétszer házasodott, először 1944. május 17-én Lobstein Eszterrel, Lobstein Béla fakereskedő és Hegedűs Katalin leányával; e házassága néhány év utá válással végződött. Ezt követően 1949. december 19-én Bujdos Magdolna Mária nagymihályi születésű védőnővel kötött új házasságot; közös gyermekük, Aczél Klára (1951–) ugyancsak orvosi diplomát szerzett, és a Budapesti Honvéd Kórház szemészeti osztályának osztályvezető főorvosa lett.

## Díjai, elismerései
- Érdemes orvos (1954)
- Kiváló orvos (1969)
- Munka Érdemrend arany fokozata (1975)

## Főbb művei
Önálló kiadványok
- A szem a repülésben. (Repülőorvosi segédletek. II. Budapest, 1951)
- A színtévesztés elmélete és gyakorlata. Kandidátusi értekezés (Budapest, 1963)
- A progresszív betegellátás és fokozatai. Az intenzív betegellátás helye a progresszív betegellátási rendszerben. (Az intenzív betegellátás elmélete és gyakorlata. Szerk. Varga Péter et al. Budapest, Medicina Könyvkiadó, 1977)
- Társadalomorvostan és egészségügyi szervezés. I–II. kötet. Egyetemi jegyzet, Károlyi Györggyel. (Budapest, 1983., új kiad. I–III. köt, 1986 és 1989).

Cikkek, tanulmányok
- A normális trichromasia változatai. (Szemészet, 1951. 4.)
- A színérzésről és gyakorlati jelentőségéről. (Honvédorvos, 1951. 7.)
- Magyar phorométer. Galla Emillel. (Katonaorvosi Szemle, 1954)
- Új típusú látásélesség-vizsgáló készülék dissimulatio leleplezésére. Galla Emillel. (Katonaorvosi Szemle, 1955. 12.)
- A Kettesy-féle öregkori entropium-ellenes műtétről. (Honvédorvos, 1957. 1-2.)
- Phorometriás vizsgálattal szerzett tapasztalataink. (Szemészet, 1957. 2.)
- Zonulolysis enzymatica műtéttel szerzett tapasztalataink. (Szemészet, 1960. 1.)
- A mélységlátás és a szemizomegyensúly összefüggéseiről. – A neuritis n. optici és a sclerosis multiplex egyes összefüggéseiről. Szák Jánossal. (A Gyáli úti Kórház jubileumi évkönyve. Szerk. is. Szák Jánossal és Vánkos Józseffel. Bp., 1960)
- Új módszer a pseudoisochromaticus táblák szűrőképességének meghatározására és a vizsgálatok értékelésére. (Szemészet, 1961. 3.)
- Adatok a színérzésvizsgálat problémájához. – Újtípusú mélységlátás-vizsgáló készülék. Galla Emillel. (Honvédorvos, 1962. 1.)
- Az egészségügyi intézmények időszerű munkaszervezési feladatai. Gerő Andornéval és Soós Lajossal. (Egészségügyi Gazdasági Szemle, 1964. 1.)
- A kórházhálózat távlati fejlesztésének alapvető szakmai kérdései. (Magyar Építőipar, 1966. 9. és Egészségügyi Gazdasági Szemle, 1966. 3.)
- A távlati egészségügyi szakemberszükséglet tervezésének néhány problémája. (Népegészségügy, 1967. 2.)
- Az egészségügy harmadik ötéves tervének feladatai és az új gazdasági mechanizmus megvalósítása. Császár Ferenccel és Cserba Lászlóval. (Egészségügyi Gazdasági Szemle, 1967. 2.)
- A gyógyító-megelőző ellátás 25 éves fejlődése. (Népegészségügy, 1970. 2.)
- Kórház-rendelőintézeti egység egyes szervezési kérdései. (Népegészségügy, 1970. 3.)
- A betegellátás korszerűsítésének szervezési feladataiból. (Egészségügyi Gazdasági Szemle, 1972. 1.)
- Emberség, munka, nevelés. (Magyar Pszichológiai Szemle, 1980)
- A progresszív betegellátás helyzete és továbbfejlesztésének feladatai Magyarországon. Többekkel. (Egészségügyi Gazdasági Szemle, 1980. 1.)
- A kórház-rendelőintézeti egység terén elért eredmények. Mányi Gézával és Najzer Alajossal. (Egészségügyi Gazdasági Szemle, 1984. 2.)